# WX Большого Пса
WX Большого Пса (лат. WX Canis Majoris) — одиночная переменная звезда в созвездии Большого Пса на расстоянии (вычисленном из значения параллакса) приблизительно 9126 световых лет (около 2798 парсеков) от Солнца. Видимая звёздная величина звезды — от +13,5m до +11,9m.

## Характеристики
WX Большого Пса — пульсирующая полуправильная переменная звезда типа SRB (SRB).